# Jérémy Burton
Jérémy Burton (Namur, 13 de setembre de 1984) és un ciclista belga, professional del 2007 al 2014.

## Palmarès
- 2009
  - Vencedor d'una etapa al Tour de Faso
- 2010
  - Vencedor d'una etapa al Tour de Faso
- 2013
  - Vencedor de 2 etapes al Tour de Madagascar